# Янтарна вулиця (Дніпро)
Янтарна вулиця — вулиця в Амур-Нижньодніпровському й Індустріальному районах Дніпра, в місцевостях Кирилівка, Боржом і Нова Султанівка (мікрорайони Калинове-5 і 6).
Починається на Кирилівці від Солончакової вулиці; йде на північ; після перетину вулиці Богомаза йде Боржомом; після Калинової вулиці праворуч Калиновський мікрорайон 5; потім приватна забудова Нової Султанівки (Калиновського); ліворуч - старе Султанівське (Клочківське) кладовище; після Байкальської вулиці вулиця йде у Калиновський мікрорайоні 6.
Довжина вулиці — 2800 метрів.

## Перехрестя
- Солончакова вулиця
- Кирилівський шляхопровід
- вулиця Ціолковського
- Гагринська вулиця
- Янтарний провулок
- вулиця Грінченка
- Парникова вулиця
- вулиця Богомаза
- вулиця Сашка Мірошниченка
- вулиця Спартака
- Веселкова вулиця
- Універсальна вулиця
- вулиця Мольєра
- Універсальна вулиця
- Федеративна вулиця
- Дружня вулиця
- Меліоративна вулиця
- Будапештська вулиця
- вулиця Лебедєва-Кумача
- Урожайна вулиця
- вулиця Івана Труби
- вулиця Георгія Камінського
- Підгороднянська вулиця
- Калинова вулиця
- вулиця Софії Ковалевської
- вулиця Рєпіна
- вулиця Софії Ковалевської
- Байкальська вулиця
- Воронезька вулиця
- Холодильна вулиця

## Будівлі
- № 32 — Магазин «АТБ» № 1252
- № 32а — ринок «Веснянка»
- № 39 — середня загальноосвітня школа № 86
- № 45 -  Комунальний заклад соціального захисту Центр соціально-психологічної реабілітації дітей «Барвінок»
- № 73б — Храм великомученика Юрія Переможця ПЦУ